# 운동 에너지탄
운동에너지 탄약은 폭약을 가지고 있지 않고 순수히 운동에너지만으로 목표물을 관통하는 탄약을 말한다. 철갑탄(AP), 분리철갑탄(APDS), 날개안정분리철갑탄(APFSDS)이 대표적인 운동에너지 탄약이다. 

## 철갑탄
한자로는 '徹甲彈'이라 표기된다. 갑옷을 뜻하는 '철갑'과 발음이 같아서인지 철갑탄의 철을 쇠 철(鐵)로 알고 있는 사람들이 많고, 심지어 관련 업체나 작가들도 오류를 일으키는 경우가 종종 있다. 심지어 아래아 한글에서도 한자변환 시 鐵甲彈이라는 표기만 나온다. 표기 구분방법은 쇠 철자가 아닌 뚫을 철(徹)이라고 알면 된다. "관철", "철야", "철두철미" 등에 이 철 자를 쓴다. 일본에서도 철갑탄(てっこうだん)이라고 표기하는 반면 중국에서는 뚫을 천(穿)이 들어있는 천갑탄(穿甲彈)이라는 표현을 사용한다. 천공카드의 그 '천'자다. 또한 철갑탄을 Full Metal Jacket으로 생각하는 사람들도 있는데 철로 된 갑피를 씌웠다고 해서 철갑탄이라고 부르지만 군사적으로 철갑탄은 장갑을 관통하는 armor piercing ammunition을 의미한다.

## 분리철갑탄
APDS(Armor Piercing Discarding Sabot). 철갑탄 종류 중 하나. 관통자 주위에 이탈피를 감싼 철갑탄이다. 포탄의 관통력을 증가시키기 위해선 탄두의 중량 증가, 탄속의 증가 등이 필요하다. 하지만 그렇다고 해서 무조건 탄의 무게를 늘릴 수만은 없다. 그래서 등장한 것이 바로 분리철갑탄이다. 원래 관통자의 크기를 줄이고 장약을 늘려서 관통력을 증대하자는 이론은 다들 알고 있었기 때문에 경심철갑탄이 등장하게 된다. 하지만 경심철갑탄은 텅스텐탄심 가공이 힘든 데 반해 관통력은 그렇게 크게 늘지 않았고, 근거리만 지나면 관통력이 떨어지는 문제도 있었으며 탄자 형상때문에 도탄률도 높았고 경사장갑에 맞추면 관통력이 심하게 감소하는 등의 문제점이 발생했다.

## 그 외
- 철갑유탄(APHE) - 철갑탄 내부에 작약을 충전시킨 형태의 포탄으로 신관과 작약은 탄저부에 위치해 탄두가 장갑을 관통한 후 내부에서 폭발하도록 되어 있다. 단순히 전차나 군함의 장갑만을 관통하기만 하는 일반적인 철갑탄에 비해 인명살상에 뛰어나다. 물론 그만큼 일반적인 철갑탄에 비해 관통능력 자체는 떨어진다.

- 경심철갑탄(APCR)/고속철갑탄(HVAP) - 철갑탄 종류 중 하나. 중앙 부위에 단단한 심을 박고 겉이 그보다 덜 단단한 철갑탄이다.

해당 탄이 주로 사용된 시기는 제2차 세계 대전 후반기 ~ 6.25 전쟁이며, 2차대전 시기에는 독일 국방군과 소련군에서 주로 사용되었고 6.25 시절에는 유엔군도 비교적 많이 사용했다.
당시 철갑탄은 탄소강을 사용하고 있었는데, 이를 텅스텐 합금으로 바꾸는 과정에서 문제가 생겼다. 텅스텐 합금만으로 포탄을 만들 경우 착탄시 탄두가 붕괴되는 현상이 일어났던 것이다. 이는 금속가공기술 부족에서 기인한 일이었다. 그 외 탄두의 질량이 지나치게 커지는 문제도 있었다. 그래서 일단 피모철갑탄(Armor Piercing Capped)나 저저항피모철갑탄(Armor Piercing Copper Ballistic Capped)과 같은 방법으로 탄자 붕괴 현상을 막았지만, 텅스텐이 많이 필요한 데 반해 관통력이 쓸만하게 늘지 않았다.
이외에 구경감소탄이라는 것이 있다. 구경감소탄은 원래 경심철갑탄, 분리철갑탄, 날개안정분리철갑탄을 모두 총칭하는 개념이지만, 일반적으로는 여기서 소개하는 경심철갑탄의 아류중 하나다. 원래 같은 양의 장약으로 구경이 적은 탄을 발사하면 고속을 낼 수 있다는 것 자체는 다들 알고 있었기 때문에 이런 원리를 포탄 뿐 아니라 대포도 적용하면 시너지 효과를 일으켜서 관통력이 더 증대될 것으로 보고 만들어진 것이다.
- 피모철갑탄(APC) - 경심철갑탄과는 다른 방법으로 탄자 붕괴 현상을 막은 포탄이다. 텅스텐과 같이 강한 경도를 가진 탄두에 구리 등 연성, 전성이 뛰어난 금속으로 만들어진 캡(피모)을 씌워, 착탄시 일단 약한 부분이 뭉개진 다음 관통자가 장갑에 접촉하도록 되어 있다.

이 이전의 철갑탄은 수직으로 안 맞았을 땐 옆으로 걸리는 힘(전단응력)을 못 버티고 부러져서 위력이 약해지는 일이 왕왕 있었고,[1] 소재가 단단한 대신 낮은 각도로 맞았을 때 그냥 튕겨나가는 일도 많았다.
피모철갑탄의 경우 피모가 먼저 힘을 받아주기 때문에 탄자 붕괴를 막을 수 있었다. 또 낮은 각도로 착탄시에도 튕겨나가는 경향이 줄고, 착탄하면서 장갑면에 수직으로 박혀들어가는 경향이 있어[2] 통상 철갑탄보다 높은 관통력을 발휘했다.
하지만 이 방식을 사용하면 구경이 어느 정도 이상 올라가면 탄두의 중량이 증가하며, 덤으로 포탄의 앞면이 밋밋해지므로 공기저항을 많이 받아 운동에너지를 손실하기 딱 좋다. 후자는 저저항피모철갑탄으로 해결했지만, 전자는 해결이 불가능하기 때문에 경심철갑탄이 등장하게 된다. 그러나 경심철갑탄도 가공이 힘들고 근거리만 넘어가면 관통력이 급격하게 하락하며, 탄도성능도 좋지 않기 때문에 양자가 공존하다가 분리철갑탄에게 1선급 철갑탄의 지위를 넘기고 역사에서 퇴장한다.
- 저저항피모철갑탄(APCBC) - Armor Piercing Capped Ballistic Cap의 약자로 피모철갑탄의 경우 탄두 앞에 경금속을 붙인 형태라 공기저항을 많이 받아서 포탄의 속도가 떨어지므로 관통력 자체는 약간 저하되는 현상을 보인다. 이런 것을 막기 위해 그 앞에 유선형의 캡을 추가해서 공기저항을 줄인 탄이다.

해당 캡은 오로지 공기저항을 막는 역할만 하므로 포탄이 목표에 명중하면 순식간에 그냥 깨져서 흩어져서 피모철갑탄의 위력을 저하시키지 않는다.
제2차 세계 대전 당시 대전차포와 전차 주포의 주력 탄종으로 사용되었다. 정확히 말하자면 6파운더와 17파운더는 관통자 전체가 금속인 ABCBC-T를, M4 셔먼, T-34, 4호 전차 장포신형, 티거 2, 판터 등은 작약을 채운 ABCBC-HE-T를 주로 사용하였다.
비록 피모철갑탄 자체는 현대전에서 관통력이 떨어져서 사장되었지만, 포탄에 유선형의 캡을 씌운다는 발상 자체는 유용하므로 유선형 캡은 지금도 각종 포탄이나 총기용 철갑탄에 적용돼서 사용 중이다. 철갑탄 문서의 맨 위 사진에도 있는 7.62×51mm NATO M993 철갑탄이 대표적인 예다.
- 철갑소이탄(API) - 글자 순서를 좀 바꿔서 '소이철갑탄'이라 부르기도 하는 포탄. 철갑탄과 소이탄을 합친 복합탄으로, 장갑을 관통한 후 내부에 불을 질러주는 포탄이다. 2차 세계대전까지 내력이 있는 은근히 유서 깊은 탄이다. 미군이 AN/M2에 철갑소이탄을 장전하여 공중전에 투입하였다. 다만 저 AN/M2가 현대의 개틀링 기관포나 리볼버 기관포처럼 단독으로 탄막을 펼칠 수 있을만한 물건은 아니어서, 저걸 6정씩 묶어서 사용했다. 썬더볼트는8정

- 철갑소이고폭탄(APHEI) - 글자 순서를 좀 바꿔서 '철갑고폭소이탄'이라 부르기도 하고, '철갑소이유탄'이라 부르기도 하는 포탄. 하나의 포탄에 철갑탄과 소이탄과 고폭탄(대인유탄)을 합친 복합탄이다. 알기 쉽게 설명하자면 목표에 명중 시 장갑을 뚫고 들어와 터지면서 덤으로 불까지 싸질러주는 종합선물세트 포탄이다. 장갑 관통 후 내부 유폭을 도모하고 있다는 점에서는 철갑유탄(APHE)의 친척뻘 되는 포탄이라고도 볼 수 있다. 하지만 요즘은 heat 포탄을 막기위해 칸을 나누는 경우가 많아서 살상력이 많이 줄어든다

## 같이 보기
- 지진폭탄
- 운동에너지 폭격